# Coupe de la Ligue d'Irlande de football 2005
Navigation
Édition précédente Édition suivante
La 32e coupe de la Ligue d'Irlande de football se tient entre le 30 mai 2018 et le 20 septembre 2005. Le Longford Town remet en jeu son titre obtenu en 2004. 
Derry City remporte la compétition pour la sixième fois en battant en finale UCD sur le score de deux buts à un.

## Participants
les vingt-deux clubs participants au championnat d'Irlande concourent pour cette épreuve. Ils sont rejoints par une sélection régionale la Mayo League

## Premier tour
Le tirage au sort désigne les matchs du premier tour et les équipes directement qualifiées pour le deuxième tour : Cobh Ramblers, Cork City, Kilkenny City, Bohemian FC, Drogheda United, Galway United, Longford Town, Kildare County et Shelbourne FC.
| Club recevant   | Score            | Club visiteur                        | Lieu de la rencontre | Date |
| --------------- | ---------------- | ------------------------------------ | -------------------- | ---- |
| Dublin City     | 1-3              | UCD                                  |                      |      |
| Dundalk FC      | 2-4              | St. Patrick's Athletic Football Club |                      |      |
| Limerick FC     | 2-2 t. a. b. 1-4 | Waterford United                     |                      |      |
| Bray Wanderers  | 0-3              | Shamrock Rovers                      |                      |      |
| Derry City FC   | 2-1              | Mayo League                          |                      |      |
| Monaghan United | 2-0              | Athlone Town                         |                      |      |
| Sligo Rovers    | 2-0              | Finn Harps                           |                      |      |

## Deuxième tour
| Club recevant    | Score | Club visiteur                        | Lieu de la rencontre | Date    |
| ---------------- | ----- | ------------------------------------ | -------------------- | ------- |
| Cork City FC     | 3-0   | Kilkenny City                        |                      | 20 juin |
| UCD              | 1-0   | Shamrock Rovers                      |                      |         |
| Bohemian FC      | 1-3   | St. Patrick's Athletic Football Club |                      |         |
| Cobh Ramblers FC | 0-1   | Waterford United                     |                      |         |
| Drogheda United  | 2-1   | Monaghan United                      |                      |         |
| Shelbourne FC    | 2-1   | Kildare County Football Club         |                      |         |
| Sligo Rovers     | 0-2   | Longford Town                        |                      |         |
| Derry City FC    | 2-1   | Galway United                        |                      |         |

## Quarts de finale
| Club recevant | Score            | Club visiteur                        | Lieu de la rencontre | Date |
| ------------- | ---------------- | ------------------------------------ | -------------------- | ---- |
| UCD           | 1-0              | Waterford United                     |                      |      |
| Shelbourne FC | 2-1              | St. Patrick's Athletic Football Club |                      |      |
| Cork City FC  | 1-3              | Longford Town                        |                      |      |
| Derry City FC | 2-2 t. a. b. 5-4 | Drogheda United                      |                      |      |

## Demi-finales
| Demi-finale 1 | Shelbourne FC     | 1-2   | UCD                                  | Tolka Park |  |
| 22 août 2005  | Colin Hawkins 85e | (0-0) | Brian Gannon 90e · Robbie Martin 90+ |            |  |

| Demi-finale 2 | Derry City FC       | 2-1   | Longford Town      | Brandywell Stadium |  |
| 23 août 2005  | Mark Farren 42e 68e | (1-0) | Barry Ferguson 71e |                    |  |

## Finale
| Finale            | UCD             | 1-2   | Derry City FC                                | Belfield Park                                  |                                                |
| 20 septembre 2005 | Conan Byrne 40e | (1-2) | Alan Murphy 14e · Patrick McWalter 45e (csc) | Spectateurs : 2 150 Arbitrage : Damien Hancock | Spectateurs : 2 150 Arbitrage : Damien Hancock |

Derry City Football Club remporte la sixième coupe de la Ligue de son histoire.